# Zatoka na Palach
Zatoka na Palach – zatoka Zalewu Szczecińskiego, w jego południowo-wschodniej części nad Równiną Goleniowską. Zatoka znajduje się w pobliżu uroczyska Świętowice. Na południowy zachód od zatoki – wyspa Chełminek.
Wody Zatoki na Palach należą do gminy Stepnica.
Mielizny, z których powstał półwysep oddzielający zatokę od zalewu nazwano w 1949 roku – Bielawka (niem. Bleikamp) i Norek (niem. Nork).